# Lovaspóló a nyári olimpiai játékokon
A lovaspóló a nyári olimpiai játékok történetében öt alkalommal szerepelt a programban, legutóbb 1936-ban.

## Versenyszámok
• = hivatalos verseny
| Versenyszám | 96 | 00 | 04 | 08 | 12 | 20 | 24 | 28 | 32 | 36 | 1948–2012 | Évek |
| ----------- | -- | -- | -- | -- | -- | -- | -- | -- | -- | -- | --------- | ---- |
| Férfi       |    | •  |    | •  |    | •  | •  |    |    | •  |           | 5    |

## Éremtáblázat
(Az egyes számoszlopok legmagasabb értéke, vagy értékei vastagítással kiemelve.)
| A nyári olimpiai játékok összesített éremtáblázata lovaspólóban | A nyári olimpiai játékok összesített éremtáblázata lovaspólóban | A nyári olimpiai játékok összesített éremtáblázata lovaspólóban | A nyári olimpiai játékok összesített éremtáblázata lovaspólóban | A nyári olimpiai játékok összesített éremtáblázata lovaspólóban | Olimpia  |
| --------------------------------------------------------------- | --------------------------------------------------------------- | --------------------------------------------------------------- | --------------------------------------------------------------- | --------------------------------------------------------------- | -------- |
|                                                                 | Ország                                                          | Arany                                                           | Ezüst                                                           | Bronz                                                           | Összesen |
| 1.                                                              | Nagy-Britannia (GBR)                                            | 2                                                               | 3                                                               | 1                                                               | 6        |
| 2.                                                              | Argentína (ARG)                                                 | 2                                                               | 0                                                               | 0                                                               | 2        |
| 3.                                                              | Nemzetközi Csapat (ZZX)                                         | 1                                                               | 1                                                               | 1                                                               | 3        |
|                                                                 |                                                                 |                                                                 |                                                                 |                                                                 |          |
| 4.                                                              | Egyesült Államok (USA)                                          | 0                                                               | 1                                                               | 1                                                               | 2        |
| 5.                                                              | Spanyolország (ESP)                                             | 0                                                               | 1                                                               | 0                                                               | 1        |
|                                                                 |                                                                 |                                                                 |                                                                 |                                                                 |          |
| 6.                                                              | Mexikó (MEX)                                                    | 0                                                               | 0                                                               | 2                                                               | 2        |
|                                                                 |                                                                 |                                                                 |                                                                 |                                                                 |          |
| Összesen                                                        | Összesen                                                        | 5                                                               | 6                                                               | 5                                                               | 16       |